# Звук металу
«Звук металу» (англ. Sound of Metal) — американський драматичний фільм 2019 року режисера Даріуса Мардера за його ж сценарієм. Головну роль метал-барабанщика, що втрачає слух, виконав Різ Ахмед. У другорядних ролях знялися Олівія Кук, Пол Рейсі, Лорен Рідлофф і Матьє Амальрік.
Світова прем'єра фільму відбулася 6 вересня 2019 року на Міжнародному кінофестивалі в Торонто. Компанія Amazon Studios випустила «Звук металу» в кінотеатрах 20 листопада 2020 року, а 4 грудня 2020 року фільм став доступний на відеосервісі Amazon Prime Video. На 93-й церемонії вручення премії «Оскар» він отримав шість номінацій: «Кращий фільм», «Кращий актор», «Кращий актор другого плану», «Кращий оригінальний сценарій», «Кращий монтаж», «Кращий звук» і здобув перемогу у двох останніх категоріях.

## Сюжет
Рубен-барабанщик і учасник метал-дуету Blackgammon, в якому він виступає разом зі співачкою і його дівчиною Лу. Вони живуть в кемпері і їздять з гастролями по США. Коли Рубен починає втрачати слух, лікарі з'ясовують, що він може розрізнити тільки 20-30 відсотків слів, і його слух швидко погіршується. Полегшити життя можуть кохлеарні імпланти, але вони коштують дорого, і їх придбання не покривається страховкою. Доктор пропонує Рубену уникати будь-якого впливу гучних звуків, а потім пройти подальше тестування, але Рубен продовжує грати на концертах.
Лу дізнається про стан Рубена і хоче перестати виступати заради його здоров'я. Вони знаходять сільський притулок для глухих, яким керує Джо, алкоголік в зав'язці, який втратив слух під час війни у В'єтнамі. Рубен їде з притулку, тому що Лу не дозволяють жити поруч з ним, і хоче встановити імплантати. Лу, піклуючись про його благополуччя, йде і переконує Рубена повернутися в притулок.
Рубен спілкується з іншими членами притулку і починає нове життя. Він знайомиться з Діаною, вчителькою і дітьми з її класу, і починає вивчати американську жестову мову. Джо доручає Рубену нескінченно писати, намагаючись привчити його до постійної тиші, обіцяючи, що одночасно буде займатися тим же самим. Рубен приєднується до класу Діани й починає спілкуватися з дітьми та іншими членами громади. Він дає дітям і Діані базові уроки гри на барабанах.
Перебування Рубена в притулку спонсорується церквою. Джо пропонує йому тривале проживання як співробітнику громади. Рубен періодично використовує комп'ютер, щоб подивитися, чим займається Лу, і дізнається, що вона експериментує з власною музикою в Парижі. Рубен вмовляє свою подругу Дженн продати його барабани та інше музичне обладнання, а потім продає свій кемпер і використовує виручені гроші на операцію по установці кохлеарних імплантів. Рубен просить Джо позичити грошей на викуп його фургона, поки він чекає активації імпланта. Джо відмовляється, коментуючи, що Рубен виглядає і говорить як наркоман. Джо ввічливо просить Рубена виїхати заради інших людей, оскільки їх притулок засноване на вірі в те, що глухота не є перешкодою.
Після активації імпланти дозволяють Рубену чути, але викликають дратівливе спотворення звуків, що заважає повернутися до колишнього способу життя. Рубен прилітає до Європи, щоб зустрітися з Лу в будинку її багатого батька Річарда у Парижі. Річард приймає Рубена, хоча спочатку не любив його, але визнає, що Рубен зробив Лу щасливою. На вечірці на честь Дня народження Лу і її батько виступають з дуетом, але імплантати Рубена заважають йому повною мірою насолоджуватися співом. Рубен і Лу обговорюють можливість знову вирушити в турне. Рубен зауважує, що це викликає у Лу занепокоєння, і каже їй, що все добре і що вона врятувала йому життя. Вона відповідає, що він врятував і її теж. Наступного ранку Рубен збирає свої речі і йде, поки Лу ще спить. Знову страждаючи від спотворень звуків, він сідає на лавці й знімає імплантати, продовжуючи сидіти в тиші.

## В ролях
- Різ Ахмед — Рубен Стоун, барабанщик, який втрачає слух.
- Олівія Кук — Лу Бергер, дівчина Рубена.
- Пол Рейсі — Джо, ветеран В'єтнамської війни, алкоголік у зав'язці, який керує притулком для глухих наркозалежних.
- Лорен Рідлофф — Діана, вчителька, яка навчає Рубена американській жестовій мові.
- Матьє Амальрік — Річард Бергер, батько Лу.

## Нагороди та номінації
| Нагорода                                      | Дата вручення   | Категорія                           | Номінанти та одержувачі                                                                     | Результат   | П.     |
| --------------------------------------------- | --------------- | ----------------------------------- | ------------------------------------------------------------------------------------------- | ----------- | ------ |
| Кінофестиваль в Цюріху                        | 6 жовтня 2020   | Кращий міжнародний фільм            | «Звук металу»                                                                               | Перемога    | [ 3 ]  |
| Премія Гільдії кінокритиків Бостона           | 13 грудня 2020  | Кращий актор                        | Різ Ахмед                                                                                   | Друге місце | [ 4 ]  |
| Премія Гільдії кінокритиків Бостона           | 13 грудня 2020  | Кращий актор другого плану          | Пол Рейсі                                                                                   | Перемога    | [ 4 ]  |
| Асоціація кінокритиків Лос-Анджелеса          | 20 грудня 2020  | Кращий актор                        | Різ Ахмед                                                                                   | Друге місце | [ 5 ]  |
| Асоціація кінокритиків Лос-Анджелеса          | 20 грудня 2020  | Кращий актор другого плану          | Пол Рейсі                                                                                   | Друге місце | [ 5 ]  |
| Асоціація кінокритиків Чикаго                 | 21 грудня 2020  | Кращий актор                        | Різ Ахмед                                                                                   | Номінація   | [ 6 ]  |
| Асоціація кінокритиків Чикаго                 | 21 грудня 2020  | Кращий актор другого плану          | Пол Рейсі                                                                                   | Перемога    | [ 6 ]  |
| Альянс жінок-кіножурналістів                  | 4 січня 2021    | Кращий актор                        | Різ Ахмед                                                                                   | Номінація   | [ 7 ]  |
| Національне товариство кінокритиків США       | 9 січня 2021    | Кращий актор                        | Різ Ахмед                                                                                   | Друге місце | [ 8 ]  |
| Національне товариство кінокритиків США       | 9 січня 2021    | Кращий актор другого плану          | Пол Рейсі                                                                                   | Перемога    | [ 8 ]  |
| Премія «Готем»                                | 11 січня 2021   | Кращий актор                        | Різ Ахмед                                                                                   | Перемога    | [ 9 ]  |
| Спілка кінокритиків Сан-Дієго                 | 11 січня 2021   | Кращий актор                        | Різ Ахмед                                                                                   | Перемога    | [ 10 ] |
| Спілка кінокритиків Сан-Дієго                 | 11 січня 2021   | Кращий актор другого плану          | Пол Рейсі                                                                                   | Перемога    | [ 10 ] |
| Спілка кінокритиків Сан-Дієго                 | 11 січня 2021   | Краща актриса другого плану         | Олівія Кук                                                                                  | Номінація   | [ 10 ] |
| Спілка кінокритиків Сан-Дієго                 | 11 січня 2021   | Кращий фільм                        | «Звук металу»                                                                               | Друге місце | [ 10 ] |
| Спілка кінокритиків Сан-Дієго                 | 11 січня 2021   | Кращий режисер                      | Даріус Мардер                                                                               | Номінація   | [ 10 ] |
| Спілка кінокритиків Сан-Дієго                 | 11 січня 2021   | Кращий оригінальний сценарій        | Даріус Мардер, Авраам Мардер і Дерек Сіанфранс                                              | Друге місце | [ 10 ] |
| Спілка кінокритиків Сан-Дієго                 | 11 січня 2021   | Видатний прорив                     | Різ Ахмед                                                                                   | Друге місце | [ 10 ] |
| Спілка кінокритиків Сан-Дієго                 | 11 січня 2021   | Краще використання музики           | «Звук металу»                                                                               | Номінація   | [ 10 ] |
| Асоціація кінокритиків Сент-Луїса             | 28 січня 2021   | Кращий актор                        | Різ Ахмед                                                                                   | Номінація   | [ 11 ] |
| Асоціація кінокритиків Сент-Луїса             | 28 січня 2021   | Кращий актор другого плану          | Пол Рейсі                                                                                   | Перемога    | [ 11 ] |
| Спілка кінокритиків Х'юстона                  | 18 січня 2021   | Кращий актор                        | Різ Ахмед                                                                                   | Перемога    | [ 12 ] |
| Спілка кінокритиків Х'юстона                  | 18 січня 2021   | Видатне кінематографічне досягнення | «Звук металу» (за звуковий дизайн)                                                          | Перемога    | [ 12 ] |
| Національна рада кінокритиків США             | 26 січня 2021   | Десять кращих фільмів 2020          | «Звук металу»                                                                               | Перемога    | [ 13 ] |
| Національна рада кінокритиків США             | 26 січня 2021   | Кращий актор                        | Різ Ахмед                                                                                   | Перемога    | [ 13 ] |
| Національна рада кінокритиків США             | 26 січня 2021   | Кращий актор другого плану          | Пол Рейсі                                                                                   | Перемога    | [ 13 ] |
| Супутник                                      | 15 лютого 2021  | Кращий фільм                        | «Звук металу»                                                                               | Номінація   | [ 14 ] |
| Супутник                                      | 15 лютого 2021  | Кращий режисер                      | Даріус Мардер                                                                               | Номінація   | [ 14 ] |
| Супутник                                      | 15 лютого 2021  | Кращий актор - кінофільм            | Різ Ахмед                                                                                   | Перемога    | [ 14 ] |
| Супутник                                      | 15 лютого 2021  | Кращий звук                         | Філіп Блад, Ніколас Беккер, Хайме Бакшт, Мішель Куттоленк, Карлос Кортес і Кароліна Сантана | Перемога    | [ 14 ] |
| Спілка кінокритиків Сіетла                    | 15 лютого 2021  | Кращий актор                        | Різ Ахмед                                                                                   | Перемога    | [ 15 ] |
| Спілка кінокритиків Сіетла                    | 15 лютого 2021  | Кращий актор другого плану          | Пол Рейсі                                                                                   | Номінація   | [ 15 ] |
| Спілка кінокритиків Сіетла                    | 15 лютого 2021  | Кращий фільм року                   | «Звук металу»                                                                               | Номінація   | [ 15 ] |
| Премія Американського інституту кіномистецтва | 26 лютого 2021  | 10 кращих фільмів року              | «Звук металу»                                                                               | Перемога    | [ 16 ] |
| Золотий глобус                                | 28 лютого 2021  | Кращий актор - драма                | Різ Ахмед                                                                                   | Номінація   | [ 17 ] |
| Премія AACTA                                  | 5 березня 2021  | Кращий міжнародний актор            | Різ Ахмед                                                                                   | Номінація   | [ 18 ] |
| Асоціація голлівудських критиків              | 5 березня 2021  | Кращий фільм                        | «Звук металу»                                                                               | Номінація   | [ 19 ] |
| Асоціація голлівудських критиків              | 5 березня 2021  | Кращий актор                        | Різ Ахмед                                                                                   | Номінація   | [ 19 ] |
| Асоціація голлівудських критиків              | 5 березня 2021  | Кращий актор другого плану          | Пол Рейсі                                                                                   | Перемога    | [ 19 ] |
| Асоціація голлівудських критиків              | 5 березня 2021  | Прорив року                         | Пол Рейсі                                                                                   | Перемога    | [ 19 ] |
| Асоціація голлівудських критиків              | 5 березня 2021  | Кращий режисер-чоловік              | Даріус Мардер                                                                               | Перемога    | [ 19 ] |
| Асоціація голлівудських критиків              | 5 березня 2021  | Кращий оригінальний сценарій        | Даріус Мардер і Авраам Мардер                                                               | Номінація   | [ 19 ] |
| Асоціація голлівудських критиків              | 5 березня 2021  | Кращий перший фільм                 | Даріус Мардер                                                                               | Номінація   | [ 19 ] |
| Вибір критиків                                | 7 березня 2021  | Кращий фільм                        | «Звук металу»                                                                               | Номінація   | [ 20 ] |
| Вибір критиків                                | 7 березня 2021  | Кращий актор                        | Різ Ахмед                                                                                   | Номінація   | [ 20 ] |
| Вибір критиків                                | 7 березня 2021  | Кращий актор другого плану          | Пол Рейсі                                                                                   | Номінація   | [ 20 ] |
| Вибір критиків                                | 7 березня 2021  | Кращий оригінальний сценарій        | Даріус Мардер і Авраам Мардер                                                               | Номінація   | [ 20 ] |
| Вибір критиків                                | 7 березня 2021  | Кращий монтаж                       | Міккелі Є.Г. Нільсен                                                                        | Перемога    | [ 20 ] |
| Премія Гільдії сценаристів США                | 21 березня 2021 | Кращий оригінальний сценарій        | Даріус Мардер і Авраам Мардер                                                               | Номінація   | [ 21 ] |
| Премія Гільдії продюсерів США                 | 24 березня 2021 | Кращий продюсер фільму              | Берт Хемілінк і Саша Бен Херрош                                                             | Номінація   | [ 22 ] |
| Премія Гільдії кіноакторів США                | 4 квітня 2021   | Кращий актор                        | Різ Ахмед                                                                                   | Номінація   | [ 23 ] |
| Премія Гільдії режисерів Америки              | 10 квітня 2021  | Кращий режисер дебютного фільму     | Даріус Мардер                                                                               | Перемога    | [ 24 ] |
| BAFTA                                         | 11 квітня 2021  | Кращий актор                        | Різ Ахмед                                                                                   | Номінація   | [ 25 ] |
| BAFTA                                         | 11 квітня 2021  | Кращий актор другого плану          | Пол Рейсі                                                                                   | Номінація   | [ 25 ] |
| BAFTA                                         | 11 квітня 2021  | Кращий монтаж                       | Міккелі І.Г. Нільсен                                                                        | Перемога    | [ 25 ] |
| BAFTA                                         | 11 квітня 2021  | Кращий звук                         | Джеймі Бакшт, Ніколас Бекер, Філліп Блад, Карлос Кортес, Мішель Куттолан                    | Перемога    | [ 25 ] |
| Премія Американської асоціації монтажерів     | 17 квітня 2021  | Кращий монтаж драматичного фільму   | Міккелі І.Г. Нільсен                                                                        | Номінація   | [ 26 ] |
| Незалежний дух                                | 22 квітня 2021  | Кращий перший фільм                 | «Звук металу»                                                                               | Перемога    | [ 27 ] |
| Незалежний дух                                | 22 квітня 2021  | Кращий актор                        | Різ Ахмед                                                                                   | Перемога    | [ 27 ] |
| Незалежний дух                                | 22 квітня 2021  | Кращий актор другого плану          | Пол Рейсі                                                                                   | Перемога    | [ 27 ] |
| Оскар                                         | 25 квітня 2021  | Кращий фільм                        | Берт Хамелінік і Саша Бен Харрош                                                            | Номінація   | [ 28 ] |
| Оскар                                         | 25 квітня 2021  | Краща чоловіча роль                 | Різ Ахмед                                                                                   | Номінація   | [ 28 ] |
| Оскар                                         | 25 квітня 2021  | Краща чоловіча роль другого плану   | Пол Рейсі                                                                                   | Номінація   | [ 28 ] |
| Оскар                                         | 25 квітня 2021  | Кращий оригінальний сценарій        | Даріус Мардер, Абрахам Мардер і Дерек Сіенфренс                                             | Номінація   | [ 28 ] |
| Оскар                                         | 25 квітня 2021  | Кращий монтаж                       | Міккель Е. Г. Нільсен                                                                       | Перемога    | [ 28 ] |
| Оскар                                         | 25 квітня 2021  | Кращий звук                         | Ніколас Беккер, Хайме Бакшт, Мішель Куттоленк, Карлос Кортес і Філіп Блад                   | Перемога    | [ 28 ] |

## Примітка
1. ↑  co0418309 (Sorted by Popularity Ascending)
2. ↑  http://nmhh.hu/dokumentum/198182/terjesztett_filmalkotasok_art_filmek_nyilvantartasa.xlsx
3. ↑  
The Awards of the 15th Zurich Film Festival. Zurich Film Festival (англ.). 5 жовтня 2020. Архів оригіналу за 28 жовтня 2019. Процитовано 3 квітня 2021.
4. ↑   Clayton, Davis (2020-12- 13). -nomadland-paul-raci-1234852623 / 'Nomadland' Named Best Picture at Boston Society of Film Critics Awards, Paul raci and Yuh-jung Youn Among Winners. Variety (англ.). Процитовано 3 квітня 2021.
5. ↑  Davis, Clayton (20 грудня 2020). Los Angeles Film Critics Winners Full List: Entire 'Small Axe' Series Tops Despite Not Being Submitted for Oscar. Variety (англ.). Архів оригіналу за 2 травня 2021. Процитовано 3 квітня 2021.
6. ↑   Pederson, Erik (21 грудня 2020). -mcdormand-chloe-zhao-1234660695 / Chicago Film Critics Awards: 'Nomadland' Scores Best Picture, Director, Actress & Two Others. Deadline Hollywood (англ.). Процитовано 3 квітня 2021.
7. ↑  
Davis, Clayton (4 січня 2021). ' Nomadland 'Triumphs at Alliance of Women Film Journalists Awards (EXCLUSIVE) /. Variety (англ.). Архів оригіналу за 2 травня 2021. Процитовано 3 квітня 2021.
8. ↑   Beresford, Trilby (9 січня 2021). -society-of-film-critics 'Nomadland' Named Best Picture by National Society of Film Critics. The Hollywood Reporter (англ.). Процитовано 3 квітня 2021.
9. ↑  
The Gotham Awards. Independent Filmmaker Project (англ.). Архів оригіналу за 2 грудня 2020. Процитовано 3 квітня 2021.
10. ↑  San Diego Film Critics Society 2020 Awards Winners. San Diego Film Critics Society (англ.). 11 січня 2021. Архів оригіналу за 12 січня 2021. Процитовано 8 квітня 2021.
11. ↑   Neglia, Matt (17 січня 2021). -association-stlfca-winners The 2020 St. Louis Film Critics Association (StLFCA) Winners. Next Best Picture. Процитовано 6 квітня 2021.
12. ↑  Houston Film Critics Society Presents Its 14th Award Winnerss. Houston Film Critics Society. 18 січня 2021. Архів оригіналу за 3 травня 2021. Процитовано 3 квітня 2021.
13. ↑  Davis, Clayton (26 січня 2021). National Board of Review Names 'Da 5 Bloods' Best Picture, Spike Lee Becomes Second Black Director Winner. Variety (англ.). Архів -winners-da-5-bloods-1234892415 / оригіналу за 1 травня 2021. Процитовано 8 квітня 2021.
14. ↑  "25th Satellite Awards 2020 Winners. International Press Academy (англ.). Архів оригіналу за 1 лютого 2021. Процитовано 8 квітня 2021.
15. ↑   -film-critics-society / "Nomadland" Named Best Picture of 2020 by Seattle Film Critics Society. Seattle Film Critics Society (англ.). 15 лютого 2021. Процитовано 5 квітня 2021.
16. ↑  Thompson, Anne (25 січня 2021). AFI's Top Films and TV of 2020 Include "Nomadland" and "Bridgerton," Plus Special Award for "Hamilton". IndieWire (англ.). Архів оригіналу за 26 січня 2021. Процитовано 5 квітня 2021.
17. ↑  Khatchatourian, Maane (28 лютого 2021). Golden Globes 2 021: The Full Winners List. Variety (англ.). Архів -1234916650 / оригіналу за 1 травня 2021. Процитовано 8 квітня 2021.
18. ↑   Tartaglione, Nancy (2021- 04-10). best-film-full-list-1234708118 / Australia's AACTA International Awards Names 'Promising Young Woman' Best Film - Full List. Deadline Hollywood (англ.). Процитовано 6 березня 2021.
19. ↑   Bosselman, Haley (15 березня 2021). -winners-1234923204 / 'Promising Young Woman' Sweeps Hollywood Critics Association Awards. Variety (англ.). Процитовано 10 квітня 2021.
20. ↑  Clayton, Davis (7 березня 2021). Critics Choice Awards 2021 Full Winners: Chloe Zhao's 'Nomadland' Continues Its Reign on Awards Season. Variety (англ.). Архів / 2021 / film / news / 2021-critics-choice-awards-winners-list-1234922714 / оригіналу за 17 лютого 2014. Процитовано 10 квітня 2021.
21. ↑  Littleton, Cynthia; Donelly, Matt (21 березня 2021). 'Borat Subsequent Moviefilm,' 'Promising Young Woman' Win at Writers Guild Awards 2021. Variety (англ.). Архів оригіналу за 15 квітня 2021. Процитовано 10 квітня 2021.
22. ↑  
Davis, Clayton; Shafer, Ellise (24 березня 2021). 'Nomadland' Wins Top Film Prize at Producers Guild Awards, Likely Locking It Up at the Oscars. Variety (англ.). Архів оригіналу за 2 травня 2021. Процитовано 10 квітня 2021.
23. ↑  Ferme, Antonio (4 квітня 2021). SAG Awards +2021: The Complete Winners List. Variety (англ.). Архів guild-1234941605 / оригіналу за 1 травня 2021. Процитовано 17 квітня 2021.
24. ↑  Vary, Adam B. (10 квітня 2021). Chloé Zhao Wins Top DGA Award for 'Nomadland'. Variety (англ.). Архів 1234948698 / оригіналу за 1 травня 2021. Процитовано 18 квітня 2021.
25. ↑  Ravindran, Manori (11 квітня 2021). BAFTA Film Awards 2021: 'Nomadland' Dominates With Four Wins, Including Best Film. Variety (англ.). Архів -list-1234948895 / оригіналу за 1 травня 2021. Процитовано 12 квітня 2021.
26. ↑   Giardina, Carolyn (17 квітня 2021). film-editors-eddie-awards 'Trial of the Chicago 7,' 'Palm Springs' Top Film Editors 'Eddie Awards. Hollywood Reporter. Процитовано 2021- 04-20.
27. ↑  Ferme, Antonio (22 квітня 2021). Independent Spirit Awards 2021: Full Winners List. Variety (англ.). Архів winners-list-2021-1234954818 / оригіналу за 1 травня 2021. Процитовано 23 квітня 2021.
28. ↑  The 93rd Academy Awards 2 021. Academy of Motion Picture Arts and Sciences (англ.). Архів оригіналу за 15 березня 2021. Процитовано 26 квітня 2021.